# PalaMalfatti
Il PalaMalfatti è un palazzetto dello sport della città di Rieti.
La struttura si trova all'interno della cittadella dello sport del quartiere Campoloniano, nei pressi dello Stadio Centro d'Italia-Manlio Scopigno, del PalaSojourner, della piscina coperta, del pattinodromo e del bocciodromo. È dotato di spogliatoi, uffici, locali per la medicina e la terapia ed un bar.
Intitolato al deputato reatino democristiano Franco Maria Malfatti, fu realizzato dall'amministrazione provinciale come palestra polivalente destinata soprattutto agli studenti dei vicini istituti professionali per l'Agricoltura e il Commercio e adatta a praticare sport quali basket, volley, ginnastica, danza e arti marziali. L'inaugurazione avvenne nel giugno del 2004; la sua costruzione richiese un miliardo e mezzo di lire.
Oggi è utilizzato anche per le partite casalinghe e per gli allenamenti del Real Rieti Calcio a 5, motivo per cui il palazzetto ospita regolarmente incontri della massima serie italiana del futsal e competizioni di importanza nazionale come l'edizione 2015-2016 della Winter Cup.
Nel 2014 il terreno di gioco è stato rivestito in parquet, in linea con il regolamento del calcio a 5, ed è stata allestita la tribuna grigia portando la capacità a circa 1000 spettatori.